# Pat Britt
Patrick E. „Pat“ Britt (* 18. Januar 1940 in Pittsburgh; † 5. Februar 2022 in Astoria, Oregon) war ein US-amerikanischer Jazzmusiker (Saxophon, Komposition), der sich auch als Musikproduzent betätigte.

## Leben und Wirken
Britt wuchs in San Mateo in der San Francisco Bay Area auf und begann sich mit 17 Jahren für Musik zu begeistern, nachdem ihm sein Schwager eine Platte von Bud Shank und Laurindo Almeida geschenkt hatte. Darauf begann er autodidaktisch Saxophon zu lernen und wurde bald in der Jazzszene von San Francisco aktiv. 1970 zog er nach Los Angeles, wo er fortan regelmäßig (etwa im Carmelo’s Jazz Club) auftrat – einschließlich eines 25-jährigen Engagements im Cat & Fiddle Pub in Hollywood. Dort leitete er ab Mitte der 1980er-Jahre sein Sextett mit dem Saxophonisten Wilbur Brown (u. a. mit Pat Senatore, Art Hillary und Clarence Johnston) und die zwölfköpfige Band Dirty Dozen. Des Weiteren nahm er ab 1966 für Labels wie Catalyst und Vee-Jay Records vier Alben unter eigenem Namen auf, an denen Musiker wie Gary Barone, Henry Franklin, Ron Jefferson, Putter Smith und Harold Jones mitwirkten. Im Bereich des Jazz war er laut Tom Lord zwischen 1966 und 1981 an sechs Aufnahmesessions beteiligt, auch mit Slim Gaillard und Flip Nuñez. Daneben produzierte er für Vee-Jay, später für das  Label Catalyst Alben von Musikern wie Pepper Adams, Gary Bartz, Hadley Caliman, Richie Cole, Junior Cook, Freddie Hubbard, Irene Kral, Don Menza, Blue Mitchell, Art Pepper, Sonny Stitt und Frank Strazzeri.

## Diskographische Hinweise
- The Pat Britt Quintet: Jazz from San Francisco (Crestview Records, 1968), mit Len Lasher, George Muribus, Paul Distel, Buddy Barnhill
- Jazzman (Vee Jay Records, 1975), mit François Vaz, Gary Barone, Kent Glenn, Al Hall, Jr., Putter Smith,  Harold Jones
- Starrsong (Catalyst Records, 1976), mit Gary Barone, Dwight Dickerson, Allen Jackson, Will Bradley
- Alive in L.A. (Catalyst Records, 1981), mit Henry Franklin, Ron Jefferson, Teddy Saunders, Wilbur Brown
- Let's Play (2008)